# Água Viva (álbum de Gal Costa)
Água Viva é um álbum da cantora Gal Costa lançado em 1978. Apostando um repertório eclético e fincado numa MPB mais tradicional, Água Viva marcou uma virada na carreira de Gal, que viria a se consolidar em Gal Tropical, e foi seu primeiro disco de ouro.

## Faixas

### Lado A
1. "Olhos Verdes" (Vicente Paiva) - 3:09
2. "Folhetim" (Chico Buarque) - 3:28
3. "De Onde Vem o Baião" (Gilberto Gil) - 3:06
4. "O Bem do Mar" (Dorival Caymmi) - 1:40
5. "Mãe" (Caetano Veloso) - 3:30
6. "Vida de Artista" (Abel Silva/Sueli Costa) - 3:22

### Lado B
1. "Paula e Bebeto" (Caetano Veloso/Milton Nascimento) - 2:05
2. "A Mulher" (Caetano Veloso) - 1:54
3. "Pois É" (Tom Jobim/Chico Buarque) - 1:46
4. "Qual é, Baiana?" (Caetano Veloso/Moacyr Albuquerque) - 2:55
5. "Cadê" (Milton Nascimento/Rui Guerra) - 3:57
6. "O Gosto do Amor" (Gonzaguinha) - 3:57

## Ficha técnica
- Direção da produção: Perinho Albuquerque
- Assistente de produção: Lenia Grillo
- Técnicos de gravação: Ary Carvalhaes, Paulinho Chocolate
- Mixagem: Luigi Hoffer
- Montagem: Barroso
- Auxiliares de estúdio: Julinho e Vitor
- Corte: Ivan Lisnik
- Criação e layout: Aldo Luiz
- Arte-final: Arthur Fróes
- Fotos: Marisa Alvares Lima
- Maquilagem: Guilherme Pereira
- Arte do CD: Ayssa Bastos